# Соколов, Роман Валентинович
Роман Валентинович Соколов (13 октября 1937, Красноярск — 18 июня 2008,  Калуга) — советский театральный режиссёр, педагог, писатель. Заслуженный деятель искусств РСФСР.

## Биография
Мать Романа Соколова была актрисой, отец — актёром и режиссёром. Служил на морфлоте, по легенде бывая в Ливерпуле живьём слушал «The Beatles». После службы поступил сразу в два театральных вуза — в ГИТИС на театроведческий факультет и в Щукинское училище на режиссёрский факультет (успешно закончил оба заведения).
Режиссёрский дебют — постановка «Конька-Горбунка» в Малом академическом театре. Работал главным режиссёром Вологодского театра драмы и Тульского ТЮЗа.
Главный режиссёр Калужского драмтеатра с 1975 пo 1987 год. Характеризовался современниками и театральными коллегами, как «настоящий режиссёр. В бороде. В валенках»; как уникальное явление, может быть, небольшая, но очень значимая и яркая страница жизни города Калуги, его прошлого, настоящего и будущего, как одна из самых колоритных калужских фотомоделей. С Соколовым связывают успех Калужского театра, в число «золотых» спектаклей театра вошли поставленные им «Третье слово», «Любовь под вязами», «Ивушка плакучая» и «Дикарь» (этот спектакль был поставлен вновь в 2006 году). По мнению коллег в своих постановках счастливо избегал пошлости, о своей творческой манере говорил — «ставлю о том, чего мне в жизни не хватает». Сам был выдающимся актёром.
70-летний юбилей режиссёра широко отмечался в Калуге.
Жил в Берендяковском переулке.

## Признание и награды
- Заслуженный деятель искусств РСФСР (1985)[9]

## Постановки в театре
- «Конёк-Горбунок»
- «Касатка»
- «Святая святых»
- «Власть тьмы»
- «Дикарь» по пьесе Алехандро Касона
- «Третье слово»
- «Бесприданница»
- «Ивушка неплакучая»
- «Интервью в Буэнос-Айресе»
- «Любовь и голуби»
- «Любовь под вязами»

## Память
Похоронен на Пятницком кладбище в Калуге.